# Szlovénia a 2004. évi nyári olimpiai játékokon
Szlovénia a görögországi Athénban megrendezett 2004. évi nyári olimpiai játékok egyik részt vevő nemzete volt. Az országot az olimpián 10 sportágban 79 sportoló képviselte, akik összesen 4 érmet szereztek.

## Érmesek
| Érem  | Versenyző           | Sportág    | Versenyszám        |
| ----- | ------------------- | ---------- | ------------------ |
| Ezüst | Iztok Čop Luka Špik | Evezés     | Férfi kétpárevezős |
| Bronz | Jolanda Čeplak      | Atlétika   | Női 800 m          |
| Bronz | Urška Žolnir        | Cselgáncs  | Női váltósúly      |
| Bronz | Vasilij Žbogar      | Vitorlázás | Laser              |

## Atlétika
Férfi
| Versenyző       | Versenyszám    | Előfutam | Előfutam | Előfutam | Negyeddöntő      | Negyeddöntő      | Negyeddöntő      | Elődöntő | Elődöntő | Elődöntő | Döntő   | Döntő    |
| Versenyző       | Versenyszám    | Idő      | Hely.    | Össz.    | Idő              | Hely.            | Össz.            | Idő      | Hely.    | Össz.    | Idő     | Helyezés |
| --------------- | -------------- | -------- | -------- | -------- | ---------------- | ---------------- | ---------------- | -------- | -------- | -------- | ------- | -------- |
| Matic Osovnikar | 100 m          | 10,15    | 3.       | 9.**     | 10,26            | 4.               | 26.              | kiesett  | kiesett  | kiesett  | kiesett | kiesett  |
| Matic Osovnikar | 200 m          | 20,57    | 4.       | 11.*     | 20,47            | 4.               | 13.              | 20,89    | 8.       | 15.*     | kiesett | kiesett  |
| Matija Šestak   | 400 m          | 45,88    | 4.       | 22.*     |                  |                  |                  | 46,54    | 7.       | 23.      | kiesett | kiesett  |
| Damjan Zlatnar  | 110 m gát      | 13,66    | 7.       | 32.      | nem állt rajthoz | nem állt rajthoz | nem állt rajthoz | kiesett  | kiesett  | kiesett  | kiesett | kiesett  |
| Boštjan Buč     | 3000 m akadály | 8:37,29  | 10.      | 31.      |                  |                  |                  |          |          |          | kiesett | kiesett  |
| Roman Kejžar    | Maraton        |          |          |          |                  |                  |                  |          |          |          | 2:23:34 | 54.      |

| Versenyző       | Versenyszám   | Selejtező | Selejtező | Döntő    | Döntő    |
| Versenyző       | Versenyszám   | Eredmény  | Helyezés  | Eredmény | Helyezés |
| --------------- | ------------- | --------- | --------- | -------- | -------- |
| Rožle Prezelj   | Magasugrás    | 220 cm    | 20.***    | kiesett  | kiesett  |
| Jurij Rovan     | Rúdugrás      | 550 cm    | 25.       | kiesett  | kiesett  |
| Gregor Cankar   | Távolugrás    | 732 cm    | 39.       | kiesett  | kiesett  |
| Boštjan Šimunič | Hármasugrás   | 16,07 m   | 37.       | kiesett  | kiesett  |
| Miran Vodovnik  | Súlylökés     | 20,04 m   | 12.       | 19,34 m  | 11.      |
| Igor Primc      | Diszkoszvetés | 56,33 m   | 30.       | kiesett  | kiesett  |
| Primož Kozmus   | Kalapácsvetés | 78,81 m   | 4.        | 78,56 m  | 6.       |
| Peter Zupanc    | Gerelyhajítás | 77,34 m   | 22.       | kiesett  | kiesett  |

Női
| Versenyző       | Versenyszám | Előfutam | Előfutam | Előfutam | Negyeddöntő | Negyeddöntő | Negyeddöntő | Elődöntő      | Elődöntő      | Elődöntő      | Döntő    | Döntő    |
| Versenyző       | Versenyszám | Idő      | Hely.    | Össz.    | Idő         | Hely.       | Össz.       | Idő           | Hely.         | Össz.         | Idő      | Helyezés |
| --------------- | ----------- | -------- | -------- | -------- | ----------- | ----------- | ----------- | ------------- | ------------- | ------------- | -------- | -------- |
| Merlene Ottey   | 100 m       | 11,14    | 2.       | 2.**     | 11,24       | 3.          | 11.         | 11,21         | 5.            | 10.*          | kiesett  | kiesett  |
| Merlene Ottey   | 200 m       | 22,72    | 3.       | 8.       | 23,07       | 4.          | 14.         | nem ért célba | nem ért célba | nem ért célba | kiesett  | kiesett  |
| Alenka Bikar    | 200 m       | 23,09    | 2.       | 23.      | 23,38       | 7.          | 27.         | kiesett       | kiesett       | kiesett       | kiesett  | kiesett  |
| Jolanda Čeplak  | 800 m       | 2:00,61  | 1.       | 5.       |             |             |             | 1:58,80       | 2.            | 5.            | 1:56,43  |          |
| Helena Javornik | 10 000 m    |          |          |          |             |             |             |               |               |               | 31:06,63 | 10.      |

| Versenyző   | Versenyszám | Selejtező | Selejtező | Döntő    | Döntő    |
| Versenyző   | Versenyszám | Eredmény  | Helyezés  | Eredmény | Helyezés |
| ----------- | ----------- | --------- | --------- | -------- | -------- |
| Teja Melnik | Rúdugrás    | 415 cm    | 24.****   | kiesett  | kiesett  |
| Tina Čarman | Távolugrás  | 572 cm    | 35.       | kiesett  | kiesett  |

* - egy másik versenyzővel azonos időt ért el

** - két másik versenyzővel azonos időt ért el

*** - három másik versenyzővel azonos eredményt ért el

**** - hét másik versenyzővel azonos eredményt ért el

## Cselgáncs
Férfi
| Versenyző  | Versenyszám | Selejtező         | 32-es főtábla                           | Nyolcaddöntő      | Negyeddöntő       | Elődöntő          | Vigaszág első kör | Vigaszág negyeddöntő | Vigaszág elődöntő | Bronz- mérkőzés   | Döntő             | Helyezés    |
| Versenyző  | Versenyszám | Ellenfél Eredmény | Ellenfél Eredmény                       | Ellenfél Eredmény | Ellenfél Eredmény | Ellenfél Eredmény | Ellenfél Eredmény | Ellenfél Eredmény    | Ellenfél Eredmény | Ellenfél Eredmény | Ellenfél Eredmény | Helyezés    |
| ---------- | ----------- | ----------------- | --------------------------------------- | ----------------- | ----------------- | ----------------- | ----------------- | -------------------- | ----------------- | ----------------- | ----------------- | ----------- |
| Sašo Jereb | Könnyűsúly  |                   | Hámed Malek Mohammadi (IRI) · 0010-1000 | kiesett           | kiesett           | kiesett           |                   |                      |                   |                   |                   | helyezetlen |

Női
| Versenyző       | Versenyszám | Selejtező                             | Nyolcaddöntő                       | Negyeddöntő                         | Elődöntő                        | Vigaszág első kör               | Vigaszág negyeddöntő                | Vigaszág elődöntő | Bronz- mérkőzés                  | Döntő             | Helyezés    |
| Versenyző       | Versenyszám | Ellenfél Eredmény                     | Ellenfél Eredmény                  | Ellenfél Eredmény                   | Ellenfél Eredmény               | Ellenfél Eredmény               | Ellenfél Eredmény                   | Ellenfél Eredmény | Ellenfél Eredmény                | Ellenfél Eredmény | Helyezés    |
| --------------- | ----------- | ------------------------------------- | ---------------------------------- | ----------------------------------- | ------------------------------- | ------------------------------- | ----------------------------------- | ----------------- | -------------------------------- | ----------------- | ----------- |
| Petra Nareks    | Harmatsúly  | Szalíma esz-Szuákri (ALG) · 0001-0010 | kiesett                            | kiesett                             | kiesett                         |                                 |                                     |                   |                                  |                   | helyezetlen |
| Urška Žolnir    | Váltósúly   |                                       | Driulis González (CUB) · 0010-0001 | Gella Vandecaveye (BEL) · 1001-0001 | Claudia Heill (AUT) · 0111-1000 |                                 |                                     |                   | Marie Chisholm (CAN) · 0100-0010 |                   |             |
| Raša Sraka      | Középsúly   |                                       | Ueno Maszae (JPN) · 0001-0012      |                                     |                                 | Celita Schutz (USA) · 0010-0000 | Catherine Jacques (BEL) · 0000-0200 | kiesett           | kiesett                          |                   | helyezetlen |
| Lucija Polavder | Nehézsúly   | Sandra Köppen (GER) · 0000-1010       | kiesett                            | kiesett                             | kiesett                         |                                 |                                     |                   |                                  |                   | helyezetlen |

## Evezés
Férfi
| Versenyző                                              | Versenyszám              | Előfutam | Előfutam | Vigaszág | Vigaszág | Elődöntő | Elődöntő | Elődöntő | Döntő | Döntő   | Döntő | Helyezés |
| Versenyző                                              | Versenyszám              | Idő      | Hely.    | Idő      | Hely.    | Típus    | Idő      | Hely.    | Típus | Idő     | Hely. | Helyezés |
| ------------------------------------------------------ | ------------------------ | -------- | -------- | -------- | -------- | -------- | -------- | -------- | ----- | ------- | ----- | -------- |
| Davor Mizerit                                          | Egypárevezős             | 7:24,60  | 3.       | 7:01,31  | 1.       | A/B/C    | 7:04,07  | 3.       | B     | 6:55,64 | 3.    | 9.       |
| Luka Špik Iztok Čop                                    | Kétpárevezős             | 6:45,26  | 1.       |          |          | A/B      | 6:11,96  | 1.       | A     | 6:31,72 | 2.    |          |
| Matija Pavšič Andrej Hrabar                            | Kormányos nélküli kettes | 7:05,36  | 5.       | 6:30,89  | 3.       | A/B      | 6:46,12  | 5.       | B     | 6:27,11 | 3.    | 9.       |
| Tomaž Pirih Janez Klemenčič Gregor Sračnjek Miha Pirih | Kormányos nélküli négyes | 6:25,36  | 3.       |          |          | A/B      | 5:55,53  | 4.       | B     | 5:50,59 | 3.    | 9.       |

## Kajak-kenu

### Síkvízi
Férfi
| Versenyző              | Versenyszám        | Előfutam | Előfutam | Előfutam | Elődöntő | Elődöntő | Elődöntő | Döntő   | Döntő    |
| Versenyző              | Versenyszám        | Idő      | Hely.    | Össz.    | Idő      | Hely.    | Össz.    | Idő     | Helyezés |
| ---------------------- | ------------------ | -------- | -------- | -------- | -------- | -------- | -------- | ------- | -------- |
| Jernej Zupančič Regent | Kajak egyes 1000 m | 3:32,552 | 7.       | 13.      | 3:35,050 | 6.       | 12.      | kiesett | kiesett  |

### Szlalom
Férfi
| Versenyző     | Versenyszám | Selejtező | Selejtező | Selejtező | Selejtező | Selejtező  | Selejtező  | Elődöntő | Elődöntő | Döntő  | Döntő | Összesítés | Összesítés |
| Versenyző     | Versenyszám | 1. futam  | 1. futam  | 2. futam  | 2. futam  | Összesítés | Összesítés | Elődöntő | Elődöntő | Döntő  | Döntő | Összesítés | Összesítés |
| Versenyző     | Versenyszám | Pont      | Hely.     | Pont      | Hely.     | Pont       | Hely.      | Pont     | Hely.    | Pont   | Hely. | Pont       | Helyezés   |
| ------------- | ----------- | --------- | --------- | --------- | --------- | ---------- | ---------- | -------- | -------- | ------ | ----- | ---------- | ---------- |
| Uroš Kodelja  | Kajak egyes | 102,24    | 19.       | 97,99     | 13.       | 200,23     | 17.        | 96,68    | 8.       | 104,93 | 10.   | 201,61     | 10.        |
| Simon Hočevar | Kenu egyes  | 104,17    | 9.        | 105,18    | 11.       | 209,35     | 9.         | 100,24   | 8.       | 99,54  | 6.    | 199,78     | 6.         |

Női
| Versenyző | Versenyszám | Selejtező | Selejtező | Selejtező | Selejtező | Selejtező  | Selejtező  | Elődöntő | Elődöntő | Döntő   | Döntő   | Összesítés | Összesítés |
| Versenyző | Versenyszám | 1. futam  | 1. futam  | 2. futam  | 2. futam  | Összesítés | Összesítés | Elődöntő | Elődöntő | Döntő   | Döntő   | Összesítés | Összesítés |
| Versenyző | Versenyszám | Pont      | Hely.     | Pont      | Hely.     | Pont       | Hely.      | Pont     | Hely.    | Pont    | Hely.   | Pont       | Helyezés   |
| --------- | ----------- | --------- | --------- | --------- | --------- | ---------- | ---------- | -------- | -------- | ------- | ------- | ---------- | ---------- |
| Nada Mali | Kajak egyes | 165,65    | 19.       | 112,83    | 10.       | 278,48     | 19.        | kiesett  | kiesett  | kiesett | kiesett | kiesett    | kiesett    |

## Kerékpározás

### Országúti kerékpározás
Férfi
| Versenyző       | Versenyszám   | Idő                   | Helyezés |
| --------------- | ------------- | --------------------- | -------- |
| Andrej Hauptman | Mezőnyverseny | 5:41:56 (+0:12)       | 5.       |
| Uroš Murn       | Mezőnyverseny | 5:44:13 (+2:29)       | 50.      |
| Tadej Valjavec  | Mezőnyverseny | 5:41:56 (+0:12)       | 26.      |
| Gorazd Štangelj | Mezőnyverseny | 5:43:20 (+1:36)       | 43.      |
| Gorazd Štangelj | Időfutam      | 1:03:45,84 (+6:14,10) | 35.      |

## Kézilabda

### Férfi

#### Eredmények
Csoportkör
A csoport
| Csapat              | M | Gy | D | V | G+  | G–  | Gk  | P  |
| ------------------- | - | -- | - | - | --- | --- | --- | -- |
| Horvátország (CRO)  | 5 | 5  | 0 | 0 | 146 | 129 | +17 | 10 |
| Spanyolország (ESP) | 5 | 4  | 0 | 1 | 154 | 137 | +17 | 8  |
| Dél-Korea (KOR)     | 5 | 2  | 0 | 3 | 148 | 148 | 0   | 4  |
| Oroszország (RUS)   | 5 | 2  | 0 | 3 | 145 | 145 | 0   | 4  |
| Izland (ISL)        | 5 | 1  | 0 | 4 | 143 | 158 | –15 | 2  |
| Szlovénia (SLO)     | 5 | 1  | 0 | 4 | 130 | 149 | –19 | 2  |

| 2004. augusztus 14. 14:30 | Oroszország (RUS) | 28–25   | Szlovénia (SLO) | Sports Pavillion, Athén Játékvezetők: Bord, Buy (FRA) |
| 2004. augusztus 14. 14:30 | Koksarov 9        | (16–13) | három játékos 4 | Sports Pavillion, Athén Játékvezetők: Bord, Buy (FRA) |
| 2004. augusztus 14. 14:30 | 8× 2× 1×          |         | 9× 3×           | Sports Pavillion, Athén Játékvezetők: Bord, Buy (FRA) |

| 2004. augusztus 16. 11:30 | Szlovénia (SLO) | 26–27   | Horvátország (CRO) | Sports Pavillion, Athén Játékvezetők: Oie, Togstad (NOR) |
| 2004. augusztus 16. 11:30 | Brumen 10       | (10–13) | Vori 8             | Sports Pavillion, Athén Játékvezetők: Oie, Togstad (NOR) |
| 2004. augusztus 16. 11:30 | 7× 3× 2×        |         | 7× 3× 1×           | Sports Pavillion, Athén Játékvezetők: Oie, Togstad (NOR) |

| 2004. augusztus 18. 11:30 | Izland (ISL)    | 30–25   | Szlovénia (SLO) | Sports Pavillion, Athén Játékvezetők: Baum, Goralczyk (POL) |
| 2004. augusztus 18. 11:30 | G. Sigurðsson 7 | (10–10) | Rutenka 10      | Sports Pavillion, Athén Játékvezetők: Baum, Goralczyk (POL) |
| 2004. augusztus 18. 11:30 | 3× 3×           |         | 3× 3×           | Sports Pavillion, Athén Játékvezetők: Baum, Goralczyk (POL) |

| 2004. augusztus 20. 11:30 | Spanyolország (ESP) | 41–28   | Szlovénia (SLO)   | Sports Pavillion, Athén Játékvezetők: Lemme, Ullrich (GER) |
| 2004. augusztus 20. 11:30 | Romero 7            | (18–15) | Tomšič, Pajovič 7 | Sports Pavillion, Athén Játékvezetők: Lemme, Ullrich (GER) |
| 2004. augusztus 20. 11:30 | 3× 2×               |         | 3× 4×             | Sports Pavillion, Athén Játékvezetők: Lemme, Ullrich (GER) |

| 2004. augusztus 22. 09:30 | Szlovénia (SLO) | 26–23   | Dél-Korea (KOR) | Sports Pavillion, Athén Játékvezetők: Hassan, Aly (EGY) |
| 2004. augusztus 22. 09:30 | Rutenka 7       | (12–11) | I Dzseu 6       | Sports Pavillion, Athén Játékvezetők: Hassan, Aly (EGY) |
| 2004. augusztus 22. 09:30 | 8× 4× 1×        |         | 2× 3×           | Sports Pavillion, Athén Játékvezetők: Hassan, Aly (EGY) |

A 11. helyért
| 2004. augusztus 24. 9:30 | Szlovénia (SLO)  | 30–24   | Egyiptom (EGY) | Sports Pavillion, Athén Játékvezetők: Hansson, Olsson (SWE) |
| 2004. augusztus 24. 9:30 | Brumen, Žvižej 6 | (11–13) | Juszri 6       | Sports Pavillion, Athén Játékvezetők: Hansson, Olsson (SWE) |
| 2004. augusztus 24. 9:30 | 7× 1×            |         | 5× 1×          | Sports Pavillion, Athén Játékvezetők: Hansson, Olsson (SWE) |

| Csapat          | Helyezés |
| --------------- | -------- |
| Szlovénia (SLO) | 11.      |

## Sportlövészet
Férfi
| Versenyző       | Versenyszám           | Selejtező | Selejtező | Döntő   | Döntő    |
| Versenyző       | Versenyszám           | Pont      | Helyezés  | Pont    | Helyezés |
| --------------- | --------------------- | --------- | --------- | ------- | -------- |
| Rajmond Debevec | Légpuska              | 589       | 29.**     | kiesett | kiesett  |
| Rajmond Debevec | Sportpuska, fekvő     | 594       | 9.***     | kiesett | kiesett  |
| Rajmond Debevec | Sportpuska, összetett | 1166      | 4.*       | 1262,6  | 4.       |

* - egy másik versenyzővel azonos eredményt ért el

** - három másik versenyzővel azonos eredményt ért el

*** - hat másik versenyzővel azonos eredményt ért el

## Tenisz
Női
| Versenyző                      | Versenyszám | 64-es főtábla                               | 32-es főtábla                                                     | Nyolcaddöntő      | Negyeddöntő       | Elődöntő          | Bronz- mérkőzés   | Döntő             | Helyezés |
| Versenyző                      | Versenyszám | Ellenfél Eredmény                           | Ellenfél Eredmény                                                 | Ellenfél Eredmény | Ellenfél Eredmény | Ellenfél Eredmény | Ellenfél Eredmény | Ellenfél Eredmény | Helyezés |
| ------------------------------ | ----------- | ------------------------------------------- | ----------------------------------------------------------------- | ----------------- | ----------------- | ----------------- | ----------------- | ----------------- | -------- |
| Maja Matevžič                  | Egyes       | Óbata Szaori (JPN) · 7-6, 7-5               | Venus Williams (USA) · 0-6, 0-6                                   | kiesett           | kiesett           | kiesett           | kiesett           | kiesett           | 17.      |
| Tina Pisnik                    | Egyes       | Cara Black (ZIM) · 3-6, 7-5, 4-6            | kiesett                                                           | kiesett           | kiesett           | kiesett           | kiesett           | kiesett           | 33.      |
| Katarina Srebotnik             | Egyes       | María Antonia Sánchez (ESP) · 6-3, 0-6, 6-4 | Alicia Molik (AUS) · 5-7, 4-6                                     | kiesett           | kiesett           | kiesett           | kiesett           | kiesett           | 17.      |
| Tina Križan Katarina Srebotnik | Páros       |                                             | Franciaország (FRA) · Nathalie Dechy · Sandrine Testud · 5-7, 3-6 | kiesett           | kiesett           | kiesett           | kiesett           | kiesett           | 17.      |
| Maja Matevžič Tina Pisnik      | Páros       |                                             | Kína (CHN) · Jen Ce · Cseng Csie · 2-6, 1-6                       | kiesett           | kiesett           | kiesett           | kiesett           | kiesett           | 17.      |

## Úszás
Férfi
| Versenyző                                              | Versenyszám            | Előfutam | Előfutam | Előfutam | Elődöntő | Elődöntő | Elődöntő | Döntő   | Döntő    |
| Versenyző                                              | Versenyszám            | Idő      | Hely.    | Össz.    | Idő      | Hely.    | Össz.    | Idő     | Helyezés |
| ------------------------------------------------------ | ---------------------- | -------- | -------- | -------- | -------- | -------- | -------- | ------- | -------- |
| Peter Mankoč                                           | 100 m gyors            | 49,54    | 4.       | 10.      | 49,71    | 6.       | 13.      | kiesett | kiesett  |
| Peter Mankoč                                           | 200 m gyors            | 1:50,72  | 7.       | 22.      | kiesett  | kiesett  | kiesett  | kiesett | kiesett  |
| Peter Mankoč                                           | 100 m pillangó         | 54,14    | 2.       | 29.      | kiesett  | kiesett  | kiesett  | kiesett | kiesett  |
| Bojan Zdešar                                           | 400 m gyors            | 3:59,38  | 5.       | 31.      |          |          |          | kiesett | kiesett  |
| Bojan Zdešar                                           | 1500 m gyors           | 15:31,57 | 4.       | 20.      |          |          |          | kiesett | kiesett  |
| Blaž Medvešek                                          | 200 m hát              | 2:01,13  | 5.       | 15.      | 1:59,37  | 4.       | 7.       | 2:00,06 | 8.       |
| Emil Tahirovič                                         | 100 m mell             | 1:02,12  | 7.       | 17.      | kiesett  | kiesett  | kiesett  | kiesett | kiesett  |
| Emil Tahirovič                                         | 200 m mell             | 2:18,65  | 6.       | 36.      | kiesett  | kiesett  | kiesett  | kiesett | kiesett  |
| Marko Milenkovič                                       | 400 m vegyes           | 4:30,99  | 8.       | 31.      |          |          |          | kiesett | kiesett  |
| Jernej Godec Peter Mankoč Blaž Medvešek Emil Tahirovič | 4 × 100 m vegyes váltó | 3:44,17  | 6.       | 14.      |          |          |          | kiesett | kiesett  |

Női
| Versenyző                                         | Versenyszám          | Előfutam | Előfutam | Előfutam | Elődöntő | Elődöntő | Elődöntő | Döntő   | Döntő    |
| Versenyző                                         | Versenyszám          | Idő      | Hely.    | Össz.    | Idő      | Hely.    | Össz.    | Idő     | Helyezés |
| ------------------------------------------------- | -------------------- | -------- | -------- | -------- | -------- | -------- | -------- | ------- | -------- |
| Sara Isakovič                                     | 50 m gyors           | 26,81    | 3.       | 36.      | kiesett  | kiesett  | kiesett  | kiesett | kiesett  |
| Sara Isakovič                                     | 100 m gyors          | 56,67    | 4.       | 26.*     | kiesett  | kiesett  | kiesett  | kiesett | kiesett  |
| Sara Isakovič                                     | 200 m gyors          | 2:01,71  | 7.       | 18.      | kiesett  | kiesett  | kiesett  | kiesett | kiesett  |
| Anja Čarman                                       | 400 m gyors          | 4:17,79  | 2.       | 24.      |          |          |          | kiesett | kiesett  |
| Anja Čarman                                       | 200 m hát            | 2:17,62  | 7.       | 23.      | kiesett  | kiesett  | kiesett  | kiesett | kiesett  |
| Alenka Kejžar                                     | 200 m mell           | 2:32,64  | 8.       | 18.      | kiesett  | kiesett  | kiesett  | kiesett | kiesett  |
| Alenka Kejžar                                     | 200 m vegyes         | 2:18,60  | 6.       | 18.      | kiesett  | kiesett  | kiesett  | kiesett | kiesett  |
| Anja Klinar                                       | 200 m pillangó       | 2:18,15  | 4.       | 28.      | kiesett  | kiesett  | kiesett  | kiesett | kiesett  |
| Anja Klinar                                       | 400 m vegyes         | 4:46,66  | 3.       | 13.      |          |          |          | kiesett | kiesett  |
| Lavra Babič Anja Čarman Sara Isakovič Anja Klinar | 4 × 200 m gyorsváltó | 8:16,89  | 8.       | 16.      |          |          |          | kiesett | kiesett  |

* - egy másik versenyzővel azonos időt ért el

## Vitorlázás
Férfi
| Versenyző                | Versenyszám    | Futam | Futam | Futam | Futam | Futam | Futam | Futam | Futam | Futam | Futam | Futam | Pontszám | Helyezés |
| Versenyző                | Versenyszám    | 1     | 2     | 3     | 4     | 5     | 6     | 7     | 8     | 9     | 10    | 11    | Pontszám | Helyezés |
| ------------------------ | -------------- | ----- | ----- | ----- | ----- | ----- | ----- | ----- | ----- | ----- | ----- | ----- | -------- | -------- |
| Gašper Vinčec            | Finn dingi     | 4     | 24    | 14    | 19    |       | 19    | 8     | 17    | 18    | 5     | 23    | 151      | 20.      |
| Tomaž Čopi Davor Glavina | 470-es osztály | 13    | 13    | 17    | 6     | 15    | 20    | 8     | 19    | 15    | 6     | 14    | 126      | 14.      |

Női
| Versenyző                  | Versenyszám    | Futam | Futam | Futam | Futam | Futam | Futam | Futam | Futam | Futam | Futam | Futam | Pontszám | Helyezés |
| Versenyző                  | Versenyszám    | 1     | 2     | 3     | 4     | 5     | 6     | 7     | 8     | 9     | 10    | 11    | Pontszám | Helyezés |
| -------------------------- | -------------- | ----- | ----- | ----- | ----- | ----- | ----- | ----- | ----- | ----- | ----- | ----- | -------- | -------- |
| Teja Černe                 | Europe         | 7     | 23    | 21    | 18    | 14    | 23    | 14    | 21    | 7     | 12    | 8     | 145      | 17.      |
| Vesna Dekleva Klara Maučec | 470-es osztály | 3     | 5     | 14    | 18    | 2     | 15    | 1     | 2     | 18    | 3     | 2     | 65       | 4.       |

Nyílt
| Versenyző      | Versenyszám | Futam | Futam | Futam | Futam | Futam | Futam | Futam | Futam | Futam | Futam | Futam | Pontszám | Helyezés |
| Versenyző      | Versenyszám | 1     | 2     | 3     | 4     | 5     | 6     | 7     | 8     | 9     | 10    | 11    | Pontszám | Helyezés |
| -------------- | ----------- | ----- | ----- | ----- | ----- | ----- | ----- | ----- | ----- | ----- | ----- | ----- | -------- | -------- |
| Vasilij Žbogar | Laser       | 21    | 13    | 3     | 8     | 4     | 1     | 14    | 1     | 14    | 5     | 13    | 76       |          |